# Jane Heathcote-Drummond-Willoughby, 28. Baroness Willoughby de Eresby
Nancy Jane Marie Heathcote-Drummond-Willoughby, 28. Baroness Willoughby de Eresby PC (* 1. Dezember 1934) ist eine britische Adlige und Großgrundbesitzerin. 
Sie ist die einzige Tochter des verstorbenen Gilbert Heathcote-Drummond-Willoughby, 3. Earl of Ancaster (1907–1983), aus dessen Ehe mit Hon. Nancy Phyllis Louise Astor (1909–1975), Tochter des Waldorf Astor, 2. Viscount Astor. Als Tochter eines Earls führte sie zu Lebzeiten ihres Vaters das Höflichkeitsprädikat Lady.
Heathcote-Drummond-Willoughby war eine der Schleppenträgerinnen bei der Krönung von Königin Elisabeth II. und diente ihr als Maid of Honour. Ihr einziger Bruder Timothy (* 1936), der Titelerbe des Earldom of Ancaster war, ist 1963 auf See verschollen.
Beim Tod ihres Vaters ging 1983 dessen Baronie Willoughby de Eresby auf sie über. Hierbei handelt es sich um einen sehr alten Baronstitel der Peerage of England, der auch auf die weiblichen Abkömmlinge übergehen kann, wenn keine männlichen vorhanden sind. Die Earlswürde und die sonstigen Titel, die dieser nachgeordnet waren, erloschen demgegenüber. Heathcote-Drummond-Willoughby hat von ihrem Vater zudem ca. 300 km² Grundbesitz in Lincolnshire und Perthshire geerbt. Hierzu gehören Grimsthorpe Castle und Drummond Castle. Sie wird regelmäßig in der Sunday Times Rich List aufgeführt, in der die tausend wohlhabendsten Personen gelistet werden, die im Vereinigten Königreich leben. 
Die Baroness ist außerdem einer der Mitinhaber des Amtes des Lord Great Chamberlain. Ihr Anteil ist mit 1/4 der zweitgrößte nach demjenigen des Marquess of Cholmondeley. Da die Ausübung des Amtes rotiert, wird sie oder ihr Nachkomme allerdings das Amt erst wieder in fernerer Zukunft übernehmen. 
Von 1983 bis zum Inkrafttreten des House of Lords Act 1999 war sie aufgrund ihres Titels Mitglied des House of Lords und gehörte dort der Fraktion der Crossbencher an.
Da sie unverheiratet und kinderlos ist, sind zwei ihrer Neffen zweiten Grades die nächstberechtigen Anwärter auf ihren Adelstitel.